# راشوویتسه (ناحیه کوتنا هورا)
راشوویتسه (به چکی: Rašovice) یک منطقهٔ مسکونی در جمهوری چک است که در ناحیه کوتنا هورا واقع شده‌است.